# 愛知県道358号月原近岡線
愛知県道358号月原近岡線（あいちけんどう358ごう わちばらちかおかせん）は、愛知県豊田市内を通る一般県道である。

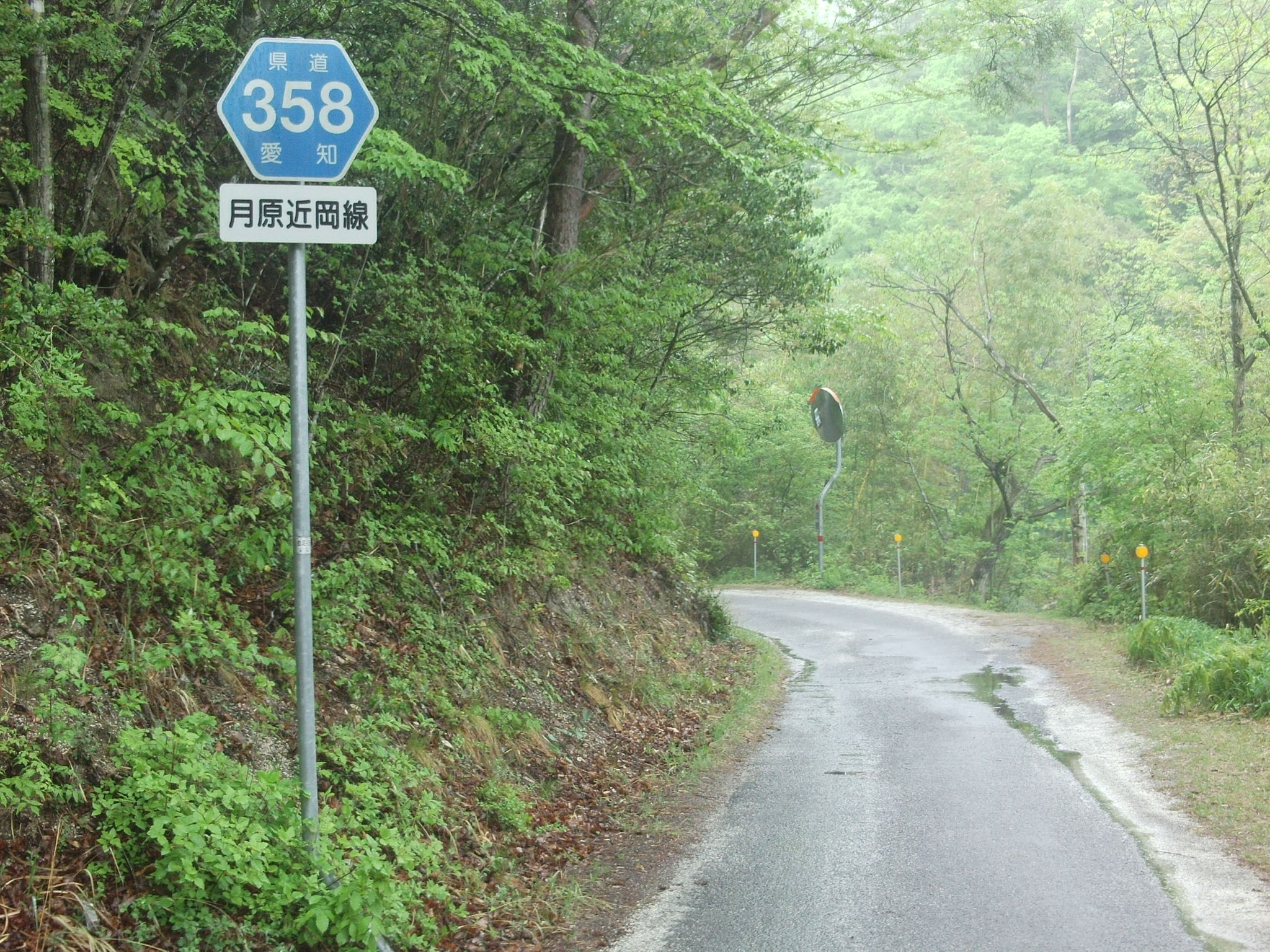
起点の月原町から長い区間で最大幅2.0メートルの細く人気のない道が続く。

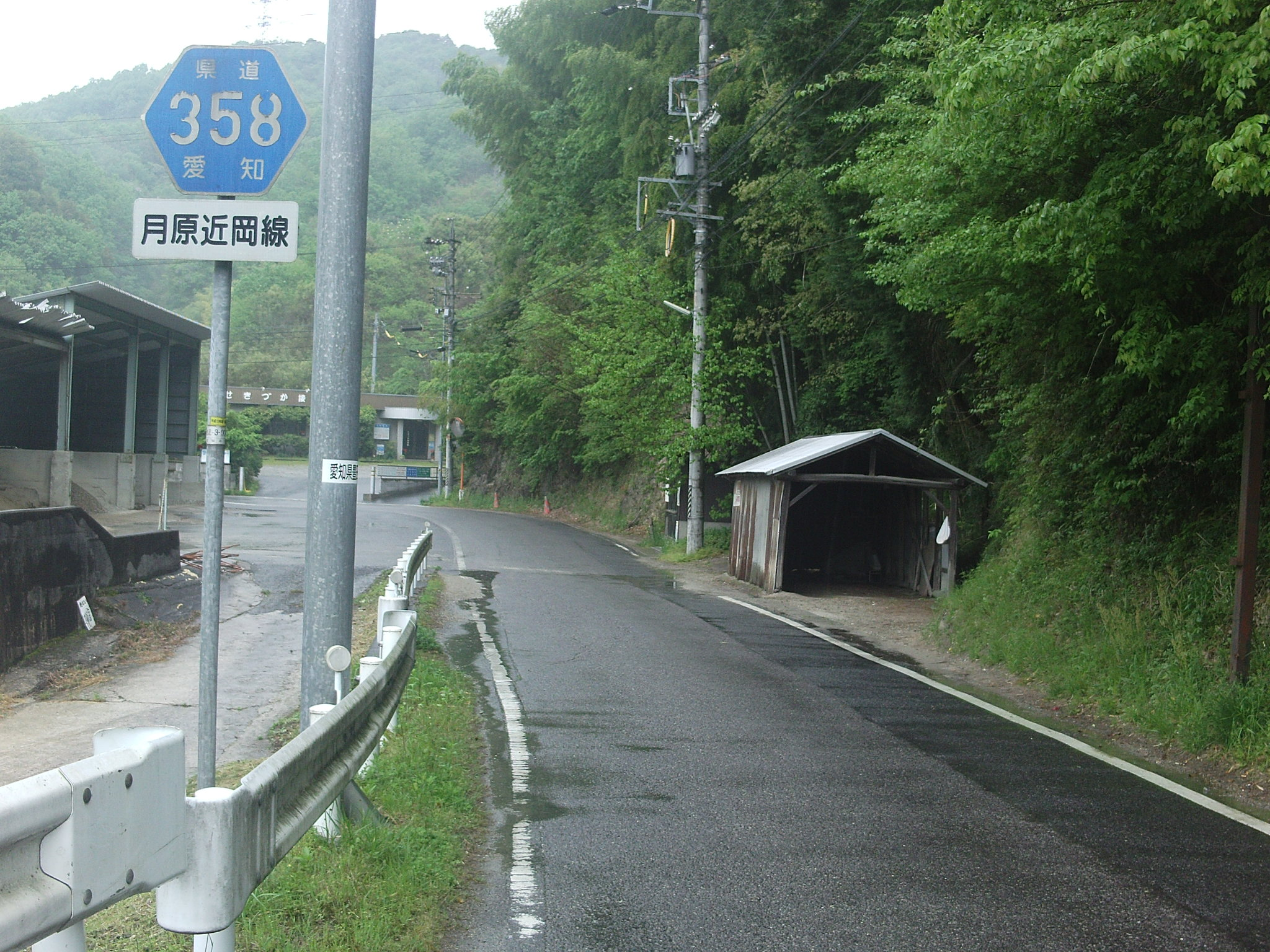
終点の近岡町。終点で名古屋方面･信州方面からの飯田街道と岡崎方面からの足助街道との追分に接する。

## 概要

### 路線データ
- 起点：愛知県豊田市月原町
- 終点：愛知県豊田市近岡町

## 沿革
- 1959年12月15日：認定
  - 旧路線名称は月原追分線

## 通過する自治体
- 愛知県
  - 豊田市

## 接続する道路
- 愛知県道355号島崎豊田線
- 愛知県道344号久木中金線
- 国道153号（飯田街道）（追分交差点）
- 愛知県道39号岡崎足助線（足助街道）（追分交差点）

## 沿線・周辺
- セントクリークゴルフクラブ
- 京和カントリークラブ